# SK Odessa
SK Odessa (Oekraïens: Спортивний клуб «Одеса», Sportijwniij Klub "Odesa") was een Oekraïense voetbalclub uit de stad Odessa. De club werd opgericht in 1944 en speelde thuiswedstrijden in het SKA Stadion dat plaats bood aan 30.000 toeschouwers.

## Sovjet-Unie
De club heette eerst ODO Odessa en was een legerclub, er waren verschillende legerclubs in de toenmalige Sovjet-Unie en in 1957 veranderde al die clubs de naam in SKVO en in 1960 in SKA, behalve de legerclub in Moskou, die werd CSKA Moskou, waarbij de C voor centraal stond. 
In 1965 speelde de club in de Premjer-Liga, de hoogste klasse van de Sovjet-Unie en werd laatste met slechts 12 punten, de voorlaatste, Torpedo Koetaisi had zeven punten meer. Doordat de competitie met twee clubs werd uitgebreid degradeerde SKA niet en speelde ook in 1966 in de Premjer-Liga. Dit keer haalde de club drie punten meer werd nog troosteloos laatste en had dit keer een achterstand van tien punten op Krylja Sovetov Koejbysjev.

## Oekraïne
Tegen 1991 speelde de club in de derde klasse en werd hierdoor geselecteerd voor de nieuw opgericht Vysjtsja Liha nadat Oekraïne onafhankelijk werd van de Sovjet-Unie. Het derde optreden in een hoogste klasse liep al even rampzalig af als de eerste twee. Er waren twee poules van tien teams en SKA werd laatste in poule B met vijf punten achterstand op Prikarpattja Ivano-Frankivsk. Na dit seizoen trok het leger zich terug als sponsor omdat ze het niet meer konden veroorloven een grote voetbalclub te sponsoren. De naam werd veranderd in SK Odessa en kon rekenen op steun van de stad.
Na seizoen 1996/97 degradeerde de club verder naar de derde klasse. Na twee seizoenen werd de club kampioen maar door geldgebrek werd de club opgeheven. De spelers werden overgegeven aan stadsrivaal Tsjornomorets Odessa en vormden zo Tsjornomorets-2 Odessa. In het eerste seizoen in de Persja Liha (2de klasse) degradeerde de club. De volgende seizoenen in de derde klasse waren ook geen succes, behalve in 2003 toen de zesde plaats behaald werd. Na 2004 werd ook deze afdeling opgeheven.